# Morris J4
Der Morris J4 war ein Kleintransporter, den BMC 1960 vorstellte. Er wurde auch vom Schwesterunternehmen Austin als Austin J4 verkauft. Nach der Gründung der British Leyland Motor Corporation im Jahr 1968 wurde er in BMC J4 umbenannt. Das Fahrzeug blieb mit zwei Facelifts bis 1974 in Produktion.
1960 erfolgte die Vorstellung des Kleintransporters mit einem Ottomotor mit 1622 cm³ Hubraum und gegen Aufpreis mit einem Dieselmotor mit 1500 cm³. Er hatte vier Trommelbremsen. Die Nutzlast betrug 500/600 kg, das Leergewicht 1320 kg. Der Motor war zwischen Fahrer- und Beifahrersitz eingebaut. Dadurch war der J4 extrem laut, selbst nach den Maßstäben der 1960er-Jahre. Die Höchstgeschwindigkeit betrug 101 km/h mit einer Beschleunigung von 0 bis 80 km/h in 20,2 Sekunden und  einen Verbrauch von 12,4 Litern pro 100 km.
Ab 1967 erhielt das Fahrzeug ein Vierganggetriebe mit Synchronisation der oberen drei Gänge. Der J4 war ein gewohnter Anblick in den Straßen, insbesondere die britische Post setzte ihn in großer Zahl ein. Verkaufte sich der J4 anfangs dank seiner niedrigen Kosten sehr gut, sanken die Verkaufserfolge insbesondere  bei Firmenflotten ab 1965 nach dem Erscheinen des Ford Transit. Die geringe Nutzlast und antiquierte Technik machten ihn für Firmen uninteressanter. Jedoch  bei Kleinkunden und insbesondere als Wohnmobil war er weiter beliebt. Aufgrund dessen und wegen der finanziellen Probleme von BLMC wurde er noch bis 1974 gebaut.